# 中华粒突蛛
中华粒突蛛（学名：Macrothele sinensis）为大疣蛛科粒突蛛属的动物。在中国大陆，分布于浙江、安徽、河南、北京等地，多见于洞穴、墙缝和山坡中。该物种的模式产地在浙江、河南、北京。
其种加词“sinensis”意为“中华的”。